# 가평 현등사 지장시왕도
가평 현등사 지장시왕도(加平 懸燈寺 地藏十王圖)은 대한민국 경기도 가평군 현등사에 있는 조선시대의 불화이다. 2003년 9월 8일 경기도의 문화재자료 제124호로 지정되었다.

## 개요
지장십왕도는 18세기 중반 불화의 특징인 선명한 적색과 녹색을 주로 사용한 점이나 인물의 비례와 배치 등에서 도내 불화승과 호남 불화승과의 연관성을 알 수 있는 중요한 자료이다.

## 참고 자료
- 가평현등사지장십왕도 - 국가유산청 국가유산포털